# الدلم
الدلم (به عربی: الدلم) یک منطقهٔ مسکونی در عربستان سعودی است که در استان ریاض واقع شده‌است.
 الدلم  ۴۰٬۱۱۴ نفر جمعیت دارد.